# 6481 Tenzing
A 6481 Tenzing (ideiglenes jelöléssel 1988 RH2) a Naprendszer kisbolygóövében található aszteroida. Antonín Mrkos fedezte fel 1988. szeptember 9-én.